# مرد من گادفری (فیلم ۱۹۵۷)
مرد من گادفری (انگلیسی: My Man Godfrey) فیلمی به کارگردانی هنری کاستر است که در سال ۱۹۵۷ منتشر شد.

## بازیگران
- جون الیسون
- دیوید نیون
- جسی رویس لندیس
- رابرت کیت
- اوا گابور
- جی رابینسون
- مارتا هایر
- جف دانل
- ریچارد دیکون
- سم هریس
- دبز گریر